# Museum der Gartenkultur
Das nichtstaatliche Museum der Gartenkultur in der bayerisch-schwäbischen Stadt Illertissen ist mit rund 10.000 Exponaten zur Geschichte der Gartenkultur das größte Museum seiner Art in Deutschland.  Neben dem privaten Museum von Marie-Cléophée de Turckheim und Guillaume Pellerin in Vauville, Frankreich, und dem staatlichen Museum of Garden History in London, United Kingdom, ist das Museum der Gartenkultur in Illertissen das dritte derartige Museum in Europa. Historische Gartengeräte und Apparaturen, „lebendige“ Gärten und die Garten(fach)literatur werden im Museum der Gartenkultur an einem Ort erlebbar.  

## Initiatoren, Träger, Betreiber und Finanzierung
Träger und Betreiber ist die in Neu-Ulm eingetragene „Stiftung Gartenkultur“, aktuell (2022) unter dem Vorsitz von Herrn Dieter Gaißmayer, seiner Frau Heike und Herrn Andreas Kiefer. Ausstellungskurator ist Wolfgang E. Hundbiss. 
Die Kosten der Errichtung des Museums beliefen sich auf gut 700.000 Euro, die aus Mitteln mehrerer Stiftungen, öffentlichen Zuschüssen und anderen Quellen aufgebracht wurden.

## Lage und Gliederung

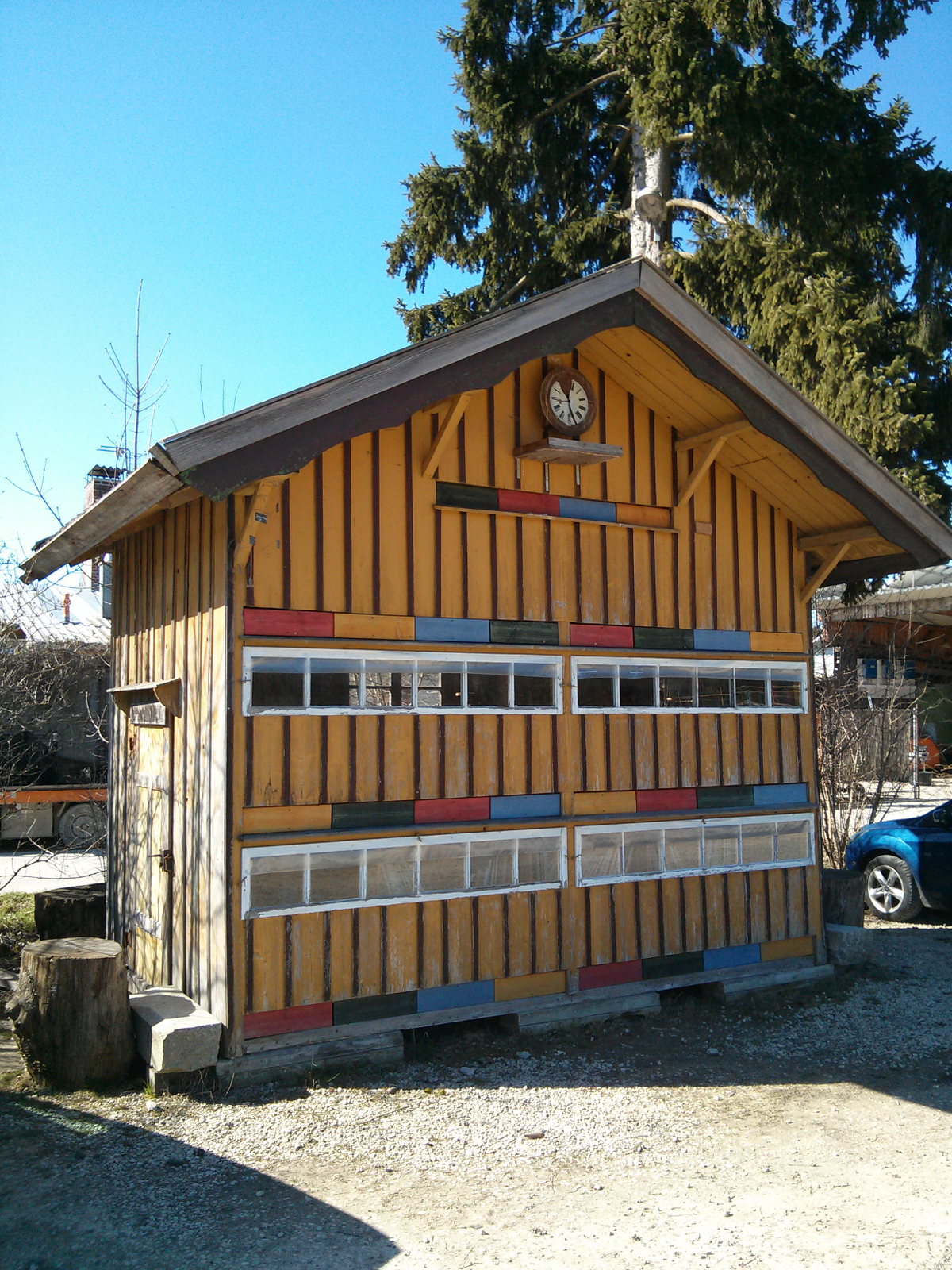
Das „Erste Literarische Bienenhaus“

Das Ende Februar 2013 eröffnete Museum befindet sich auf einem städtischen Gelände unmittelbar neben der Staudengärtnerei Gaissmayer, etwa 3,5 Kilometer nordöstlich des Stadtzentrums, in der Nähe des Flugplatzes. 
Das Museum der Gartenkultur umfasst neben dem großen Ausstellungsraum eine wissenschaftliche Gartenbibliothek, die vielfältigen Museumsgärten sowie eine Aromawerkstatt und ein großes Mehrzweckgewächshaus „Arche für die Pflanzenvielfalt“. Das Museumsgebäude selbst ist ein 60 Meter langer, 900 Quadratmeter großer T-förmiger Neubau, in dem neben dem eigentlichen Ausstellungsraum die Gartenbibliothek mit über 5.000 Fachbüchern, Zeitschriften und Katalogen aus allen Gebieten des Gartenwesens, das Museumscafé und der Museumsladen Platz finden. 
Auf dem Parkplatz des Museums befindet sich in einem umfunktionierten alten Bienenhaus (ein Hinweis auch auf das Illertisser Bienenmuseum) das „Erste Literarische Bienenhaus“ (ErLiBi), ein öffentlicher Bücherschrank.
Ausstellungsaison ist von April bis Oktober. Öffnungszeiten auf der Homepage des Museums der Gartenkultur.

## Konzept
Das Sammlungskonzept besteht aus mehreren Teilsammlungen des Museum der Gartenkultur:
- Gartenarsenal: In der Dauerausstellung im Museumsbau werden in ganz Europa zusammengetragene Geräte aller Sparten des Gartenbaus aus den letzten drei Jahrhunderten gezeigt. Darunter befinden sich manche heute skurril anmutende Gerätschaften, wie zum Beispiel eines der von Lucien Hippolyte Bernel-Bourette 1905 erfundenen Pagoscope zur Vorhersage von Nachtfrösten. Außerdem werden Arbeitstechniken im Gartenbau früherer Zeiten erläutert und auf die Geschichte der regionalen Gartenkultur eingegangen. Die Dauerschau wird um zeitlich begrenzte Sonderausstellungen ergänzt.
- Sortenarsenal: Im 1,5 Hektar großen Freiland wird in mehreren Abteilungen, sogenannten Kabinetten, die Kultivierung alter, oft kaum mehr bekannter Nutz- und Zierpflanzenarten und -sorten dargestellt. Der Schwerpunkt liegt auf Stauden, aber ein bundesweit einmaliges Formobst-Kabinett ist ebenso dabei wie ein 2021 errichteter Insekten Nähr- und Tränkgarten. Auch die Möglichkeiten ihrer Nutzung in der heutigen Zeit, auch unter dem Aspekt der Biodiversität, werden angesprochen.
- Gartenwissen/Gartenbildung: Zusammen mit dem Bestand der Bibliothek soll eine Palette von Veranstaltungen wie Workshops, Seminare, Vorträge, Exkursionen und saisonale Markttage als Begleitprogramm altes und neues Gartenwissen weitertragen.